# A obra arquitetônica de Le Corbusier
A obra arquitetônica de Le Corbusier, uma contribuição excecional para o Movimento Moderno consiste de uma série de 17 locais, espalhados por sete países e que fazem parte da lista de Patrimônio Mundial da UNESCO. Todos os locais foram projetados pelo famoso arquiteto Le Corbusier.

## UNESCO
Foi inscrito como Patrimônio Mundial da UNESCO em 2016 por: "testemunharem a invenção de uma nova linguagem arquitetônica que rompeu com o passado."
Fazem parte da lista:

### França
- Maisons La Roche et Jeanneret
- Cité Frugès
- Villa Savoye et loge du jardiner
- Immeuble locatif à la Porte Molitor
- Unité d´habitation Marseille
- La Manufacture à Saint-Dié
- Chapelle Notre-Dame-du-Haut
- Cabanon de Le Corbusier
- Convento Sainte-Marie de La Tourette
- Maison de la Culture de Firminy

### Suiça
- Petite villa au bord do la Léman
- Immeuble Clarté

### Bélgica
- Maison Guiete

### Alemanha
- Maisons de la Weissenhof-Siedlung

### Argentina
- Maison du docteur Curutchet

### Índia
- Complexo do Capitólio

### Japão
- Musée National des Beaus-Arts de l´Occident